# Ricardo Menéndez
Ricardo Menéndez est un homme politique, géographe et enseignant vénézuélien, né à Caracas le 7 décembre 1969. Il est l'actuel ministre vénézuélien de la Planification depuis le 17 juin 2014. Il a également détenu trois autres portefeuilles, ceux de l'Éducation universitaire (2014), des Industries (2011-2014) et de la Science, de la Technologie et des Industries intermédiaires (2009-2011).